# Dypsis coursii
Dypsis coursii es una especie de angiosperma de la familia Arecaceae.
Sólo se encuentra en Madagascar.
Está amenazada por perdida de hábitat.
- (en inglés) Johnson, D. 1998. Dypsis coursii. 2006 IUCN Red List of Threatened Species. Datos de 12 de julio de 2007.

- Datos: Q1346154
- Especies: Dypsis coursii